# Pfarrhaus (Egling an der Paar)

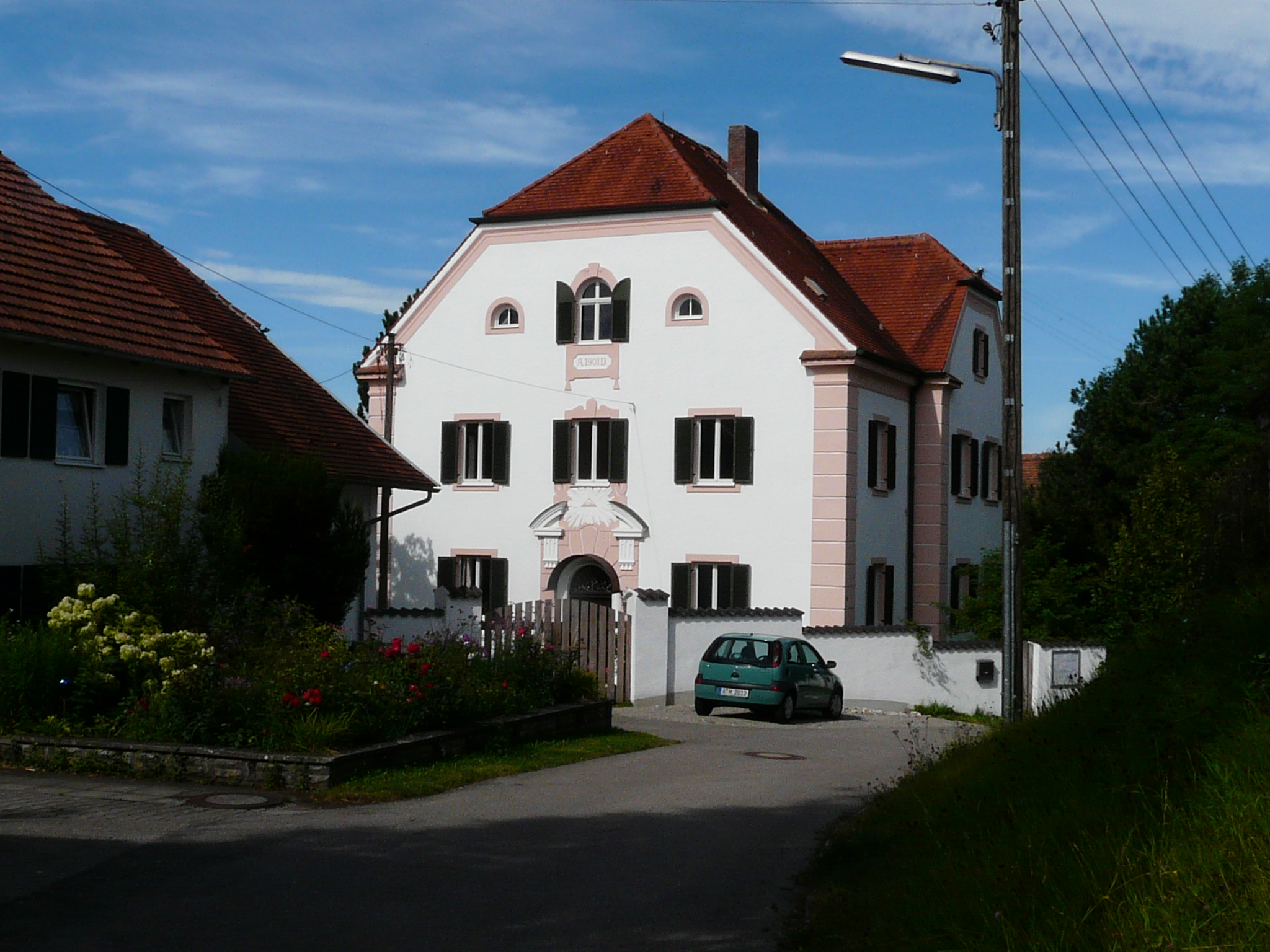
Pfarrhaus in Egling, Ostseite mit Hauptportal

Das Pfarrhaus in Egling an der Paar, einer Gemeinde im oberbayerischen Landkreis Landsberg am Lech, wurde 1900/01 errichtet. Das Pfarrhaus am Kirchweg 4, gegenüber der katholischen Pfarrkirche St. Vitus, ist ein geschütztes Baudenkmal.

## Beschreibung
Das Pfarrhaus wurde an der Stelle eines Vorgängerbaus aus den 1720er Jahren errichtet. Der zweigeschossige Schopfwalmdachbau mit Putzgliederung besitzt neubarocke Formen. An der nördlichen Traufseite springt ein risalitartiger Anbau mit Schopfwalmdach vor. An der westlichen Giebelseite ist ein Treppenhausturm mit eigenem Eingang vorgesetzt. Das Hauptportal an der Ostseite wird von einem gesprengten Segmentbogengiebel, in dem ein Auge Gottes im Strahlenglanz dargestellt wird, bekrönt. Darüber ist unterhalb des Rundbogenfensters im Giebelbereich eine Kartusche mit dem Baujahr 1901 angebracht.